# Lethrus ciskungesicus
Lethrus ciskungesicus är en skalbaggsart som beskrevs av Nikolajev 2001. Lethrus ciskungesicus ingår i släktet Lethrus och familjen tordyvlar. Inga underarter finns listade i Catalogue of Life.